# William Henry Seward
Pour les articles homonymes, voir Seward.
William Henry Seward, né le 16 mai 1801 dans une petite communauté du comté d'Orange (État de New York) et mort le 10 octobre 1872 à Auburn (État de New York) est un avocat et homme politique américain. Membre du Parti anti-maçonnique, du Parti whig puis du Parti républicain, il est gouverneur de l'État de New York entre 1839 et 1842, sénateur du même État entre 1849 et 1861 puis secrétaire d'État des États-Unis entre 1861 et 1869 dans l'administration du président Abraham Lincoln puis dans celle de son successeur Andrew Johnson.

## Biographie

### Début de carrière
William H. Seward naît dans une petite communauté de l'État de New York nommée Florida, au sud-ouest de la ville de Newburgh.
Son père est un médecin reconnu et un homme d'affaires prospère et qui officie pendant quelques années comme juge. Il suit ses études de droit à l’Union College de New York et obtient son diplôme en 1820. L’année précédente, lors d’un voyage d’étude en Géorgie, il avait découvert la réalité de l’esclavage, qui le choque profondément. Admis au barreau de New York, il rencontre sa future épouse, Frances Seward et s’établit alors à Auburn (où il passera le reste de sa vie) en 1823, où il travaille avec son futur beau-père, le juge Elijah Miller. Une année plus tard, il lui demande la main de sa fille. Le couple aura en tout cinq enfants.

### Carrière politique

#### À New York
Il se lance à l’âge de 29 ans dans la politique en soutenant John Quincy Adams. Il est élu au Sénat de l'État de New York en 1830 comme opposant à Andrew Jackson. Élu en tant que membre du Parti anti-maçonnique, il rejoint ensuite le Parti whig. Il reste à ce poste pendant quatre ans avant d’être élu gouverneur de New York en 1838 et réélu en 1840. Pendant ses deux mandats, il travaille à la réforme des prisons et de l’éducation, principalement en introduisant l’idée que les immigrants devraient avoir leurs propres écoles avec des cours donnés dans leurs propres langues par des membres de leurs propres religions. Il rejoint également à cette époque le mouvement anti-esclavage nouvellement créé.
Au terme de son second mandat, en 1846, il échoue aux élections et retourne à Auburn pour pratiquer son métier d’avocat. À ce titre, il est le défenseur de William Freeman, un Afro-Américain malade mental, meurtrier d’un fermier blanc et de sa famille. Pendant le procès, Seward plaide la folie (ce qui est une première). Il perd le procès mais gagne en appel.

#### Comme sénateur
En 1849, l’assemblée de l’État élit William H. Seward sénateur de New York. Il reste à ce poste jusqu’en 1861. Pendant ces douze années, il est membre de la commission des relations extérieures et travaille à réunir la Californie à l’Union en tant qu’État libre et sans esclavage. Alors que les partisans du compromis de 1850 soutiennent que l’admission d’un nouvel État doit être sans restriction, il invoque une « loi supérieure à la Constitution » pour justifier son opposition morale.
Sur le plan intérieur, il aide à l’organisation du nouveau Parti républicain et y adhère officiellement en 1855, devant le déclin du Parti whig, ce qui rend son comportement politique parfois contradictoire. En particulier, ses discours sur l’abolition de l’esclavage deviennent plus nuancés, ce qui porte certains à supposer qu’il a des ambitions présidentielles.
De fait, il perd la nomination pour l’élection présidentielle contre John Charles Frémont en 1856. Il récidive en 1860, mais il est encore une fois débouté, certains délégués craignant son passé trop radical et certains autres, menés par Horace Greeley, lui reprochant son virage politique à gauche. Lorsqu’Abraham Lincoln emporte la nomination, William H. Seward l'appuie loyalement et entame une grande tournée électorale pour le soutenir dans les États de l’Ouest à l’automne 1860.

#### Au gouvernement
Après son élection, Lincoln lui propose le poste de secrétaire d’État qu'il n'accepte qu’à contrecœur. Il reste cependant à ce poste de 1861 jusqu’à 1869. L’une de ses premières tâches est d’aider à rédiger puis de cosigner la proclamation d'émancipation qui devient une loi le 1er janvier 1863, mais dont l’annonce officielle est retardée jusqu’à la première grande victoire des troupes de l’Union.
Pendant la guerre de Sécession, il crée une police secrète qui arrête des milliers de citoyens suspectés d’actions d’espionnage, de sabotage ou simplement de propagation d’informations séditieuses. Certains des accusés sont de véritables prisonniers politiques, mais dans la plupart des cas les arrestations arbitraires se révèlent être dues à des excès de zèle de généraux (que l’administration ne voulait pas rappeler à l’ordre). Bien des suspects ne connurent même pas les raisons de leur arrestation et furent relâchés sans investigations et sans procès.
Bien que très actif dans la période trouble de la guerre de Sécession et de l'après-guerre, il ne fit cependant pas grand-chose pour empêcher les raids féniens : des anciens soldats (le plus souvent d'origine irlandaise), aguerris et munis d'armes modernes, se regroupèrent, s'organisèrent et attaquèrent le Canada (alors possession britannique) à plusieurs reprises de 1866 à 1871.
Pourtant, dès le début de la guerre de Sécession, pendant l’affaire du Trent, il avait su satisfaire les orgueils nationaux tout en calmant les esprits belliqueux (avec l'aide de l'habile ambassadeur de Grande-Bretagne à Washington, Richard Lyons) et la guerre entre l'Union et la Grande-Bretagne avait été évitée. Et alors que ce dernier était ambassadeur en Grande-Bretagne, William H. Seward sut trouver les arguments pour convaincre le gouvernement britannique de ne pas reconnaître la Confédération. Sa position ferme contre l’intervention étrangère dans la guerre civile a contribué à dissuader le Royaume-Uni et la France de reconnaître éventuellement l’indépendance des États confédérés. À son actif aussi : le succès du retrait des troupes françaises à la fin de l’expédition du Mexique en 1867.
Enfin, le 30 mars 1867, il connaît l’un de ses succès les plus médiatiques en finalisant l’achat de l'Alaska à la Russie pour la somme de 7 200 000 dollars (soit moins de 5 dollars le km²). L’opinion publique, peu convaincue, surnomme le nouvel État sous les différents sobriquets de « Seward's Icebox », « Seward's Folly » ou « Andrew Johnson's polar bear garden ». De nos jours encore, l’Alaska célèbre cet évènement le dernier lundi de mars, appelé Seward's Day. Enfin, le 28 août 1867, il approuve l’annexion des îles Midway au territoire des États-Unis.
En 1869, le président de la République Dominicaine Báez négocie un traité d'annexion par les États-Unis avec le soutien de William H. Seward qui espère installer une base militaire à Samaná. En 1871, le traité est annulé par le Sénat américain à la suite des efforts du sénateur abolitionniste, Charles Sumner.

### Tentative d'assassinat

#### Conspiration
L'assassin de Lincoln, l'acteur et sympathisant de la cause confédérée John Wilkes Booth, qui souhaite assassiner le président Lincoln, a recruté plusieurs complices, dont Lewis Powell et George Atzerodt, qu'il a chargés d'assassiner respectivement le secrétaire d'État William H. Seward et le vice-président Andrew Johnson. Par ce triple meurtre, Booth espère créer le chaos et renverser le gouvernement de l'Union. Malgré la mort de Lincoln, son complot échoue : Powell agresse Seward, mais ce dernier se remet de ses blessures, et Atzerodt, pris de panique, s'enfuit de Washington sans avoir vu Johnson.

#### Attaque au couteau

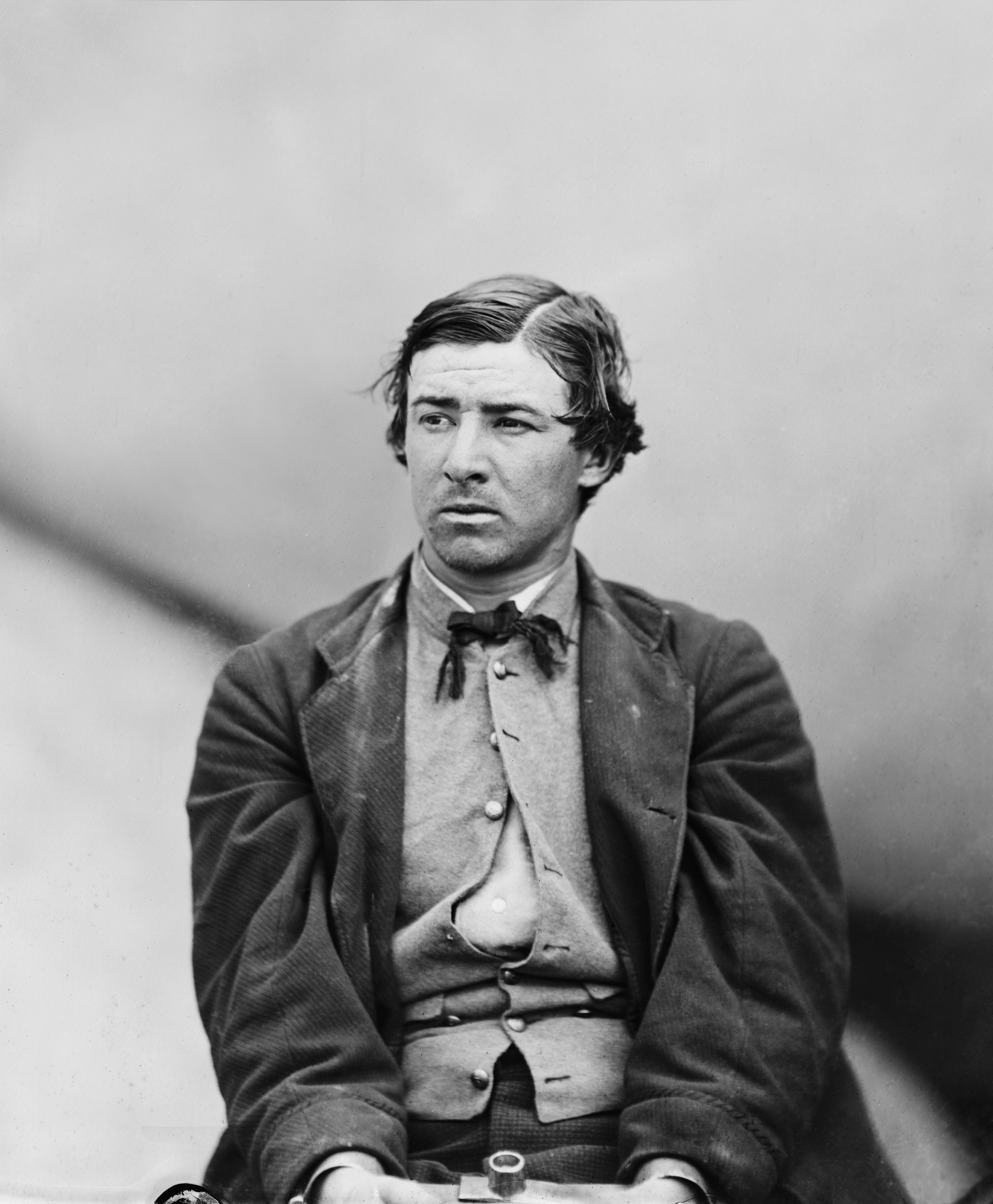
Portrait de David Herold.

Dans la nuit du 14 avril 1865 (la même nuit où Abraham Lincoln est assassiné), Seward est alité à la suite d'un accident. Le 5 avril, il a été jeté à bas de son attelage et souffre d'un traumatisme crânien, d'une double fracture de la mâchoire et d'un bras cassé. Les médecins ont improvisé une attelle pour réparer sa mâchoire et ont insisté pour qu'il garde le lit chez lui à Lafayette Park, non loin de la Maison-Blanche. Herold conduit Powell jusqu'à la résidence de Seward. Powell est armé d'un revolver Whitney, modèle 1858, arme très courante à cette époque, et d'un couteau Bowie, redoutable arme de chasse. Powell frappe à l'entrée principale peu après dix heures ; William Bell, le majordome de Seward, lui ouvre. Powell lui déclare qu'il apporte un médicament pour Seward de la part du Dr Verdi et qu'il doit le lui remettre en mains propres afin de lui montrer comment le prendre. Powell est invité à entrer et monte l'escalier vers la chambre de Seward située au troisième niveau,,. En haut de l'escalier, il est reçu par le fils du blessé, le secrétaire d'État assistant des États-Unis Frederick William Seward. Powell répète son histoire, mais Seward, se méfiant de cet intrus, l'éconduit en affirmant que son père s'est endormi.

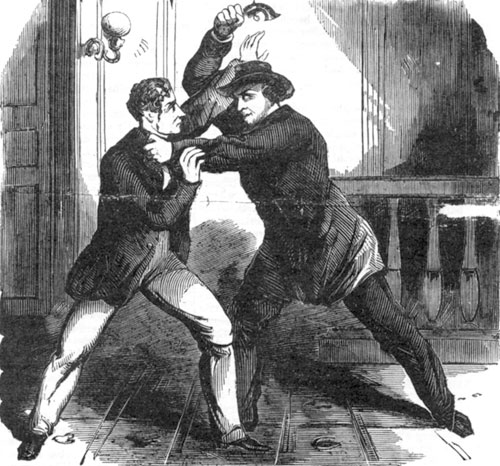
Frederick William Seward luttant avec Lewis Powell.

À ce moment précis, la fille de Seward, Fanny, ayant entendu leur conversation, sort de la chambre de son père et dit : « Fred, père est réveillé maintenant. », puis y retourne, révélant ainsi à Powell où se trouve Seward. Powell descend l'escalier quatre à quatre, puis le remonte aussitôt, toujours à la course, brandissant son revolver qu'il pointe sur la tête de Frederick. Il presse la détente, mais le coup ne part pas. Pris de court, il frappe Frederick à la tête avec son arme à plusieurs reprises et ce dernier finit par s'effondrer. Fanny, se demandant ce que signifie tout ce tapage, ouvre à nouveau la porte et voit son frère gisant à terre ensanglanté. Powell fonce sur elle, la dépasse et se rue sur Seward alité qu'il poignarde au visage et au cou. Il atteint la joue mais l'attelle sauve la vie de Seward, arrêtant le couteau avant qu'il ne touche la veine jugulaire[Lequel ?],. Le sergent George F. Robinson, qui se trouvait auprès du blessé en tant qu'infirmier, et Augustus Seward, autre fils du secrétaire d'État, qui dormait dans sa chambre et a été réveillé par les cris de sa sœur, tentent de se saisir de Powell. Dehors, Herold, qui a, lui aussi, entendu les hurlements de Fanny, a pris peur et s'est enfui, abandonnant Powell.
William H. Seward a roulé de son lit et gît à terre, hors de portée de Powell qui poignarde alors Robinson, Augustus et Fanny. Lorsqu'Augustus, encore valide, revient avec son pistolet, Powell dévale l'escalier et court vers la porte. Alors qu'il l'ouvre, il tombe sur un messager, Emerick Hansell, venu avec un télégramme pour Seward. Powell le poignarde à son tour et, se précipitant au dehors, s'exclame : « Je suis fou ! Je suis fou ! », puis il détache son cheval de l'arbre où Herold l'avait laissé et part au galop, seul.
Fanny Seward s'écrie « Oh, mon Dieu, père est mort ! » Le sergent Robinson soulève le secrétaire d'État et le replace sur son lit. Seward crache du sang et dit « Je ne suis pas mort ; appelez un médecin et la police ! Fermez les portes ! » Ses blessures sont impressionnantes, mais les coups de Powell n'ont touché aucune partie vitale. Il se remet rapidement et continue son mandat de secrétaire d'État sous la présidence d’Andrew Johnson.

### Fin de vie
En 1869, il se retire des affaires publiques. Il visite alors l’Alaska en juin puis s’engage dans un tour du monde qui durera 14 mois. Lorsqu’il retourne à Auburn, il commence un livre décrivant cette expérience mais décède chez lui, le 10 octobre 1872, après une brève maladie.

## Hommages

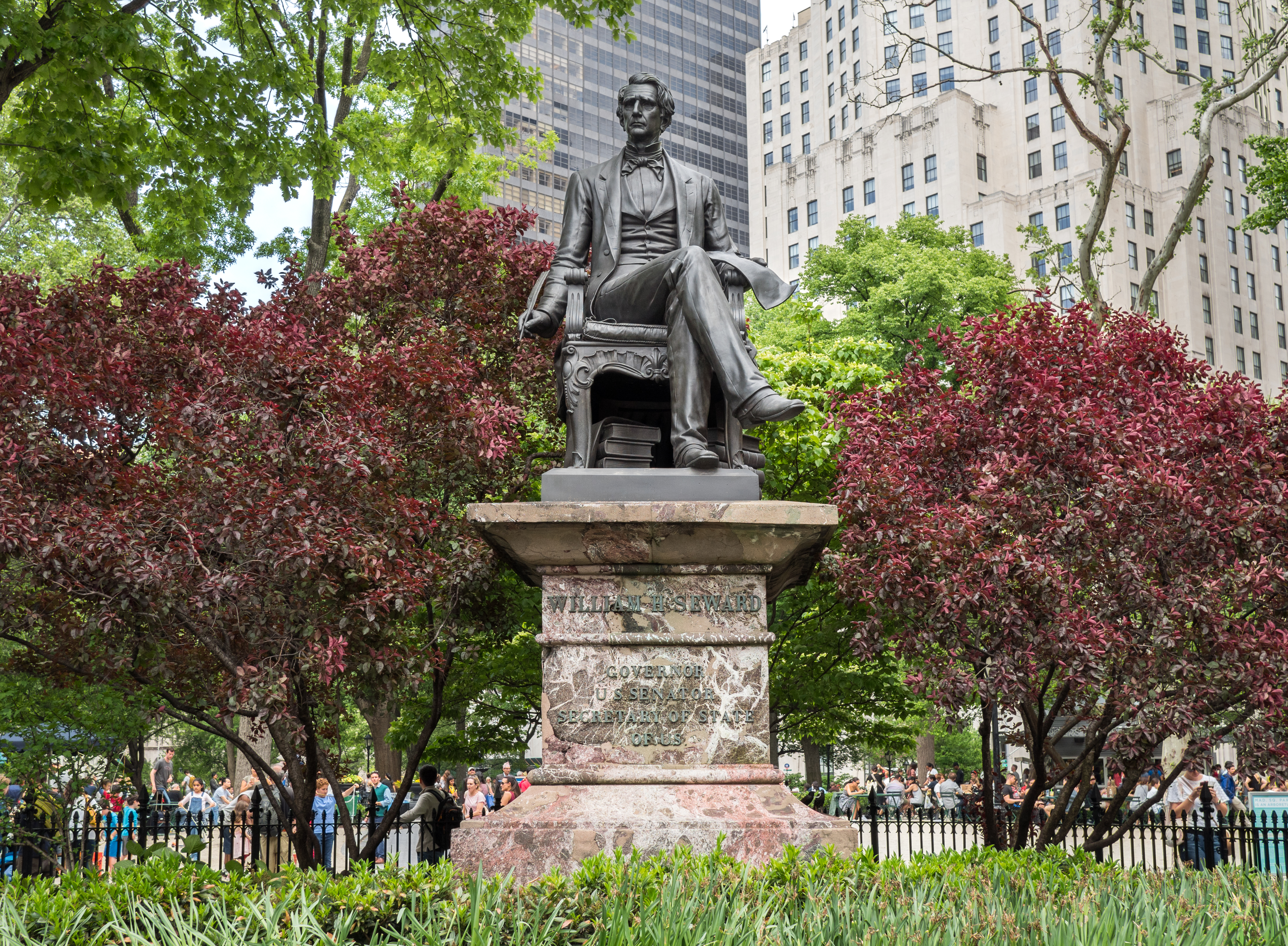
Statue de William H. Seward réalisée par Randolph Rogers au Madison Square, à New York.

- Son portrait orne les billets de 50 dollars de la série émise en 1891. Très peu d’exemples de cette série existent encore.
- La ville de Seward, la péninsule de Seward (toutes deux en Alaska), la ville de Seward dans l’État de New York ainsi que le parc Seward (en) à Seattle sont tous nommés en son honneur.

## Quelques publications
- Commerce in the Pacific ocean. Speech of William H. Seward, in the Senate of the United States, July 29, 1852 (1852; texte et images numérisés)
- The continental rights and relations of our country. Speech of William Henry Seward, in Senate of the United States, January 26, 1853 (1853; texte et images numérisés)
- The destiny of America. Speech of William H. Seward, at the dedication of Capital University, at Columbus, Ohio, September 14, 1853 (1853; texte et images numérisés)
- Alaska. Speech of William H. Seward at Sitka, August 12, 1869 (1869; texte et images numérisés)

## Dans la culture populaire
Un personnage du nom de William H. Seward, sénateur américain, apparaît dans la série animée Les Nouvelles Aventures de Lucky Luke, dans un épisode intitulé Lucky Luke en Alaska. Lucky Luke est chargé d'escorter William H. Seward afin que celui-ci, mandaté par le gouvernement américain, achète l'Alaska pour le compte des États-Unis[source secondaire souhaitée]. Il s'agit d'un hommage des auteurs et d'un clin d’œil à son voyage en Alaska peu avant sa mort.
En 2012, son rôle est interprété par David Strathairn dans le film Lincoln de Steven Spielberg.